# Matelea balansae
Matelea balansae är en oleanderväxtart som beskrevs av Morillo och Fontella. Matelea balansae ingår i släktet Matelea och familjen oleanderväxter. Inga underarter finns listade i Catalogue of Life.